# くるみ割り人形 (2009年の映画)
『くるみ割り人形』（くるみわりにんぎょう、The Nutcracker in 3D, DVD題: The Nutcracker: The Untold Story）は2009年のハンガリー・イギリスの3Dファンタジー映画。
監督はアンドレイ・コンチャロフスキー、出演はエル・ファニングとチャーリー・ロウなど。
チャイコフスキーのバレエ音楽『くるみ割り人形』および、E.T.A.ホフマンのメルヒェン作品『くるみ割り人形とねずみの王様』を原案としている。

## ストーリー
1920年ころのウィーンの町のクリスマスイブ。マリーとマックスの姉弟（）は家でクリスマスの準備をしていた。いたずらずきのマックスは、クリスマスツリーのかざりの雪の精（）のドレスをもやしてしまいマリーにしかられる。マリーは雪の精に銀紙で新しいドレスを作ってあげる。マリーは父母といっしょにすごしたがったが、母ルイーズは王宮（）の舞踏会（）で歌うようにと招待（）されていて、父ジョセフといっしょに出かけてしまう。かわりに父の兄のアルバート伯父（）さんが子守にやってくる。外からはあやしいねずみたちがこっそりとマリーの家へ集まって来ていた。
マリーは父母を引きとめられず悲しむ。アルバート伯父はマリーとマックスに大きな人形の家をプレゼントする。家にはチンパンジーの”ゲルガード”、太ったピエロの”ティンカー”、少年ドラマーの”スティックス”の3つの人形が住んでいて、外のハンドルをまわすと明りが点いて、音楽がなり、人形たちが陽気（）に動きだす。マリーたちは大よろこびする。
アルバート伯父はもう1つのプレゼント、くるみ割り人形の"NC"をプレゼントする。NCはある町で指名手配（）されている重要人物（）だというが、マリーは一目でNCを気にいる。マックスは3個のくるみを一ぺんに割ろうとしてNCのあごをこわしてしまう。マリーはマックスにおこるが、アルバート伯父はすぐNCをなおしてマリーを安心させる。
伯父はマックスとマリーに、だれかにとってはくだらないおもちゃでも、ほかのだれかにとっては大切な友だちで、見かたを変えれば相対的（）に真実（）が変わること、想像（）することが大事であること、などを楽しく歌ってきかせる。二人はアルバート伯父の愛情にうれしくなって、きもちよくねむりだす。
マリーがふと目をさますと、NCが急にしゃべり出す。NCにたのまれて戸だなの上にのせると、NCは飛びおり、マリーと同じ大きさになって一人で動けるようになった。NCは応接間の人形の家に向かおうとする。マリーは強引（）にそれについて行く。
応接間では、いすやピアノ、テーブル、何もかもが大きくなっていた。天井（）や屋根もなくなって、ツリーの上は星空が広がっていた。NCは人形の家のなかまたちに「ねずみの王」への反撃（）について説明をはじめる。

## キャスト
カッコ内は日本語吹替
- メアリー: エル・ファニング（福圓美里）
- 王子/くるみ割り人形: チャーリー・ロウ
- くるみ割り人形の声: シャーリー・ヘンダーソン（水田わさび）
- マックス: アーロン・マイケル・ドロジン
- ねずみの王: ジョン・タトゥーロ（GACKT）
- ねずみ王の母/家政婦エヴァ(二役): フランシス・デ・ラ・トゥーア
- アルバート伯父さん: ネイサン・レイン（宮本崇弘）
- 雪の精/母ルイーズ(二役): ユリア・ヴィソトスカヤ（英語版）
- 父ジョセフ: リチャード・E・グラント

## 製作

### 構想
監督のアンドレイ・コンチャロフスキーは、20年以上にわたる自分の「夢のプロジェクト」だと語った。コンチャロフスキーは、「原作の幻想的な性質を上手く伝え、CGIのキャラクターの感情を取り込み、家族の観客に訴えるために有用」であるために3Dでの映画化を決めた。また彼はバレエは映画では上手く働かない」という理由からバレエのシーン無しで映画化する道を選んだ。

### 撮影
2007年5月に第60回カンヌ国際映画祭で告知され、同年夏にハンガリーのブダペストなどで撮影された。

## 公開
2009年2月5日にヨーロッパ映画マーケットで初上映された。2010年11月24日にカナダのモントリオールとアメリカ合衆国の一部劇場で公開された。2011年１月1日にはエストニアとロシアで公開された。日本では劇場公開されずに2012年11月12日にDVDが発売された。

## 興行収入
9000万ドルの製作費がかけられたが、全世界での興行収入は1617万8959に終わった。

## 批評家の反応
Rotten Tomatoesでは29件の批評家レビューで支持率は0%であった。またMetacriticでは18の媒体で18/100となり、さらに同サイトで「2010年最低の限定公開映画」とされた。

## 受賞とノミネート
| 賞                                        | 部門                               | 候補               | 結果       |
| ----------------------------------------- | ---------------------------------- | ------------------ | ---------- |
| Metacritic's Best and Worst Films of 2010 | Worst Limited Release Film of 2010 | 『くるみ割り人形』 | 受賞       |
| ゴールデンラズベリー賞                    | 3Dを誤用した作品賞                 | 『くるみ割り人形』 | ノミネート |
| ヤング・アーティスト賞                    | 若手女優賞                         | エル・ファニング   | ノミネート |

## 出演
1. ↑  “3D 'Nutcracker' lands Distributor”.  Box Office Mojo (2010年8月30日). 2011年7月8日時点のオリジナルよりアーカイブ。2011年3月19日閲覧。
2. 1 2 3  “The Nutcracker in 3D (2010)”. Box Office Mojo.  Amazon.com. 2011年3月19日閲覧。
3. ↑  “Seattle: The Nutcracker in 3D”.  Seattle Weekly. 2011年6月13日時点のオリジナルよりアーカイブ。2011年3月19日閲覧。
4. 1 2  “EXCLUSIVE: Andrei Konchalovsky Talks The Nutcracker in 3D”. Movieweb. (2010年11月23日) 2010年12月4日閲覧。
5. ↑  “Filming locations” 2011年4月3日閲覧。
6. ↑  “The Nutcracker in 3D Release Info”.  Internet Movie Database. 2011年3月19日閲覧。
7. ↑  “Nutcracker in 3D Movie Reviews”.  Rotten Tomatoes. 2011年3月19日閲覧。
8. ↑  “The Nutcracker in 3D at Metacritic”.  CBS Interactive. 2011年3月19日閲覧。
9. ↑  “The Best and Worst Movies of 2010”.  CBS Interactive (2011年1月7日). 2011年1月12日時点のオリジナルよりアーカイブ。2011年3月19日閲覧。